# Liste der Biografien/Kocs
Liste der Biografien |
Portal Biografien |
Personensuche
# |
A |
B |
C |
D |
E |
F |
G |
H |
I |
J |
K |
L |
M |
N |
O |
P |
Q |
R |
S |
T |
U |
V |
W |
X |
Y |
Z |
?
 
Ka |
Kb |
Kc |
Kd |
Ke |
Kf |
Kg |
Kh |
Ki |
Kj |
Kl |
Km |
Kn |
Ko |
Kp |
Kr |
Ks |
Kt |
Ku |
Kv |
Kw |
Ky |
Kx |
Kz
 
Koa |
Kob |
Koc |
Kod |
Koe |
Kof |
Kog |
Koh |
Koi |
Koj |
Kok |
Kol |
Kom |
Kon |
Koo |
Kop |
Kor |
Kos |
Kot |
Kou |
Kov |
Kow |
Kox |
Koy |
Koz
 
Vorlage:Liste der Biografien/Koc
Die Liste der Biografien führt alle Personen auf, die in der deutschsprachigen Wikipedia einen Artikel haben. Dieses ist eine Teilliste mit 18 Einträgen von Personen, deren Namen mit den Buchstaben „Kocs“ beginnt.

## Kocs

### Kocsa
- Kocsán, Petra (* 1998), ungarische Fußballspielerin

### Kocsi
- Kocsis, Adrienn (* 1973), ungarische Badmintonspielerin
- Kocsis, Andrea (* 1965), deutsche GewerkschafterinAndrea Kocsis (* 1965)

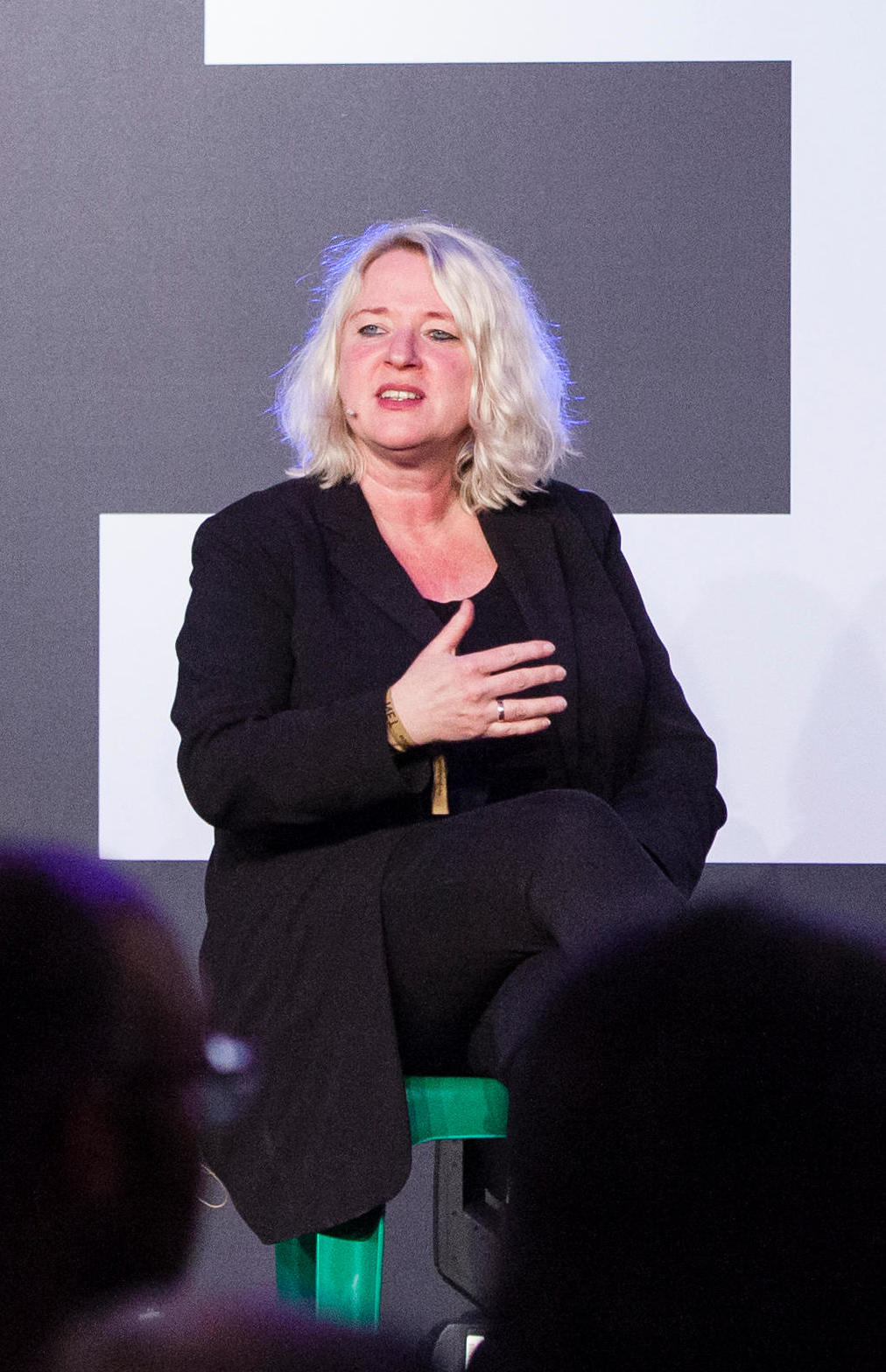
Andrea Kocsis (* 1965)

- Kocsis, Anna (* 2004), ungarische Sprinterin
- Kocsis, Antal (1905–1994), ungarischer Boxer im Fliegengewicht
- Kocsis, Elemer (1910–1981), rumänischer Fußballspieler
- Kocsis, Erzsébet (* 1965), ungarische Handballspielerin
- Kocsis, Ferenc (* 1953), ungarischer Ringer
- Kocsis, Fülöp (* 1963), ungarischer Geistlicher, Erzbischof von Hajdúdorog
- Kocsis, Imre (1937–1991), ungarisch-deutscher konkret-konstruktiver Grafiker
- Kocsis, László, Tänzer, Choreograf und Regisseur
- Kocsis, László (* 1949), ungarischer Provinzialrömischer Archäologe
- Kocsis, Máté (* 1981), ungarischer Jurist, Sportfunktionär und Politiker der Fidesz-Partei, der Bürgermeister von Józsefváros (8. Bezirk von Budapest) war (2009–2018)
- Kocsis, Orsi (* 1984), ungarisches Model
- Kocsis, Petra (* 1990), ungarische Fußballspielerin
- Kocsis, Sándor (1929–1979), ungarischer Fußballspieler und -trainerSándor Kocsis (1929–1979)

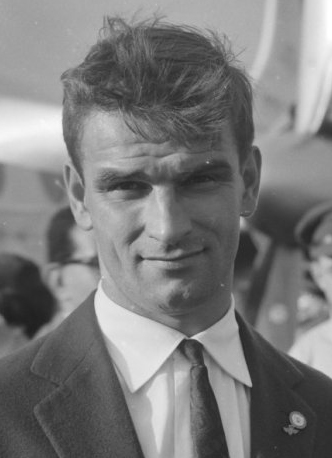
Sándor Kocsis (1929–1979)

- Kocsis, Zoltán (1952–2016), ungarischer Pianist und Dirigent
- Kocsis, Zsolt (* 1970), ungarischer Badmintonspieler